# Randall Balmer
Randall Herbert Balmer (nascido em 22 de outubro de 1954) é um autor americano e um historiador da religião na América. Ele lecionou Barnard College e Columbia University por 27 anos antes de se mudar para Dartmouth College em 2012, onde foi nomeado a Mandel Family Professor of Arts & Sciences. Ele é um editor consultivo da revista cristã-evangélica Christianity Todaye padre Episcopal. Em 1985, ganhou o Ph.D. pela Princeton University. Ele foi professor-convidado na Darthmouth College e na Rutgers, Princeton, Drew University, Emory University, Yale e Northwestern e na Union Theological Seminary, onde também foi professor adjunto de história da igreja. Também lecionou na Columbia University Graduate School of Journalism. E foi professor-visitante na Yale Divinity School, entre 2004 e 2008.
Após a sua ordenação em 2006 e em simultâneo com as suas responsabilidades acadêmicas, Balmer serviu como pároco a tempo parcial de duas paróquias episcopais em Connecticut: St. John's Episcopal Church em Washington (2008-2009) e Christ Episcopal Church em Middle Haddam (2010-2012). Além de suas publicações acadêmicas, Balmer publicou comentários em jornais de todo o país, incluindo o Des Moines Register, o Philadelphia Inquirer, o Dallas Morning News, o Omaha World Herald, o Los Angeles Times, o Anchorage Daily News, o Hartford Courant, o St. Louis Post-Dispatch, New York Newsday, o Minneapolis Star Tribune, e o New York Times, entre outros. Seu trabalho também apareceu no Nation, o New Republic, o Washington Post Book World, e o New York Times Book Review.
Balmer foi indicado para um Emmy para escritor-roteirista e hosting a 3 partes de um documentário da PBS, intitulado: "Mine Eyes Have Seen the Glory," baseado num livro de mesmo título. Ele também escreveu e apresentou dois outros documentários a PBS: "Crusade: The Life of Billy Graham" e "In the Beginning: The Creationist Controversy."

## Críticas de Balmer da Direita Religiosa
Em vários livros e artigos, Balmer tem criticado a politização da América cristã. No artigo intitulado "Jesus is not a Republican no Chronicle of Higher Education, Balmer escreveu:

De fato, os movimentos religiosos mais eficazes e vigorosos da história americana se identificaram com os oprimidos e se posicionaram à margem da sociedade e não nos centros de poder. Os metodistas do século XIX vêm à mente, assim como os mórmons. No século XX, o pentecostalismo, que inicialmente apelou para as classes mais baixas e abriu espaço para as mulheres e pessoas de cor, tornou-se, talvez, o movimento religioso mais importante do século.
Os líderes da direita religiosa levaram suas ovelhas a se desviar do evangelho de Jesus Cristo e irem ao falso evangelho da ideologia neoconservadora e ao âmago do Partido Republicano. E ainda assim o meu respeito pelo rebanho e meu respeito pela sua integridade não diminuiu. Em última análise, são eles que devem recuperar o evangelho e resgatar-nos das distorções da direita religiosa.
A Bíblia que eu li fala de liberdade para os cativos e libertação da opressão. Ela ensina que aqueles que se recusam a agir com justiça ou que negligenciam a situação dos menos afortunados têm algumas explicações a dar. Mas a Bíblia é também sobre as boas novas. Ela promete redenção e perdão, uma chance de começar de novo e, com a ajuda divina, para obtê-lo direito. Minha teologia evangélica me garante que ninguém, nem mesmo Karl Rove ou James Dobson, encontram-se fora do alcance da redenção, e que mesmo um povo desviado pode encontrar o seu caminho de casa.

## Documentários e e-seminários
- "Crusade: The Life of Billy Graham"
- "Crucible of Pluralism: Religion in Modern America"
- "Mine Eyes Have Seen The Glory"